# 永島英明
永島 英明（ながしま ひであき、1977年3月24日 - ）は、大阪府出身のハンドボール選手。ポジションはポスト。大崎OSOL所属。

## 人物
此花学院高等学校から大阪体育大学を経て三陽商会に入社。三陽商会休部後、大崎電気へ移籍、プロ契約を結ぶ。全日本のメンバーとして国際大会も経験。2008年北京オリンピック世界最終予選に向け、全日本の主将に選ばれた。よく通る声でチームを鼓舞し、何よりも妥協しない運動量は間違いなく後輩を納得させる。リーグではディフェンスの要としてスターティングメンバーとして活躍している。
2006年3月、女子レスリング選手の山本聖子と婚約。男児をもうけたが2014年9月に離婚。
現在は、小中学校などをまわり、講演会を開く夢プロジェクトに参加している。